# 赤ちゃんデパート水谷
株式会社赤ちゃんデパート水谷（あかちゃんデパートみずたに）は、愛知県海部郡蟹江町に本社を置く、乳幼児向け用品・小児向けの雑貨専門店を運営する日本の企業である。愛称は赤デパ（あかデパ）。東海地方と北陸地方、近畿地方に店舗を展開している。

## 歴史
1956年（昭和31年）、三重県桑名郡長島町（現桑名市）で乳母車等の製造を開始。1965年（昭和40年）には三重県桑名市内堀に赤ちゃん用品の小売店を開設した。2015年現在、愛知県・三重県・岐阜県・静岡県・滋賀県・京都府・富山県・石川県に店舗が所在する。

## 取り扱い商品
- ベビーカー
- 乳幼児・小児向けの衣類、雑貨、玩具、遊具
- 節句人形

## その他
- 中日新聞朝刊で月2、3回ほど、特売の全面広告をオールカラーで掲載している。